# Alexander Matwejewitsch Matrossow

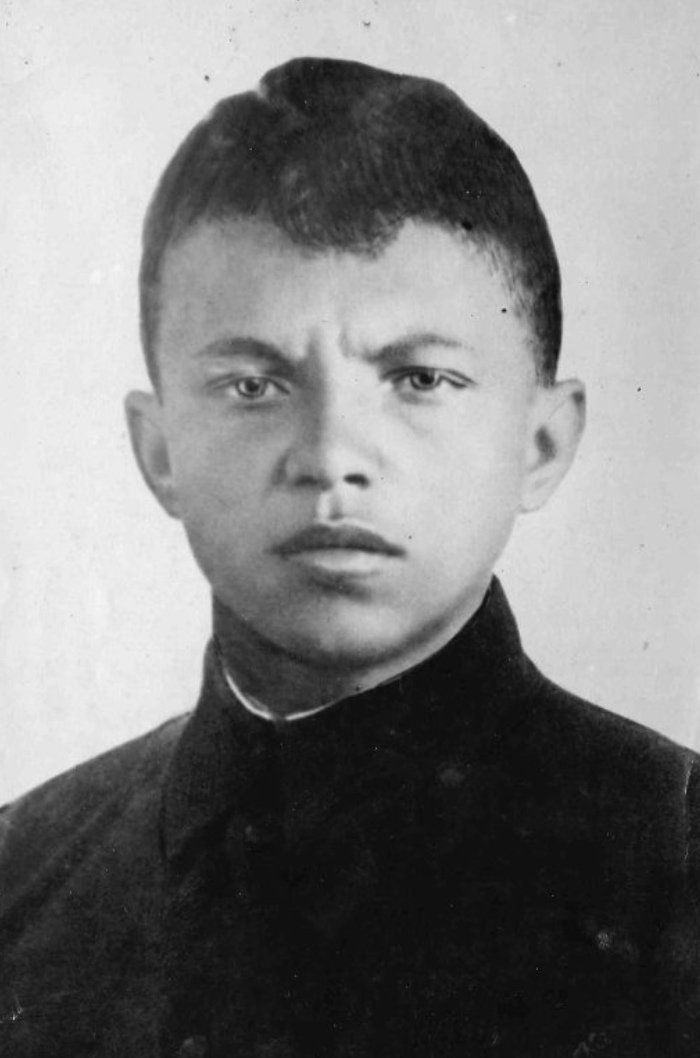
Alexander Matrossow

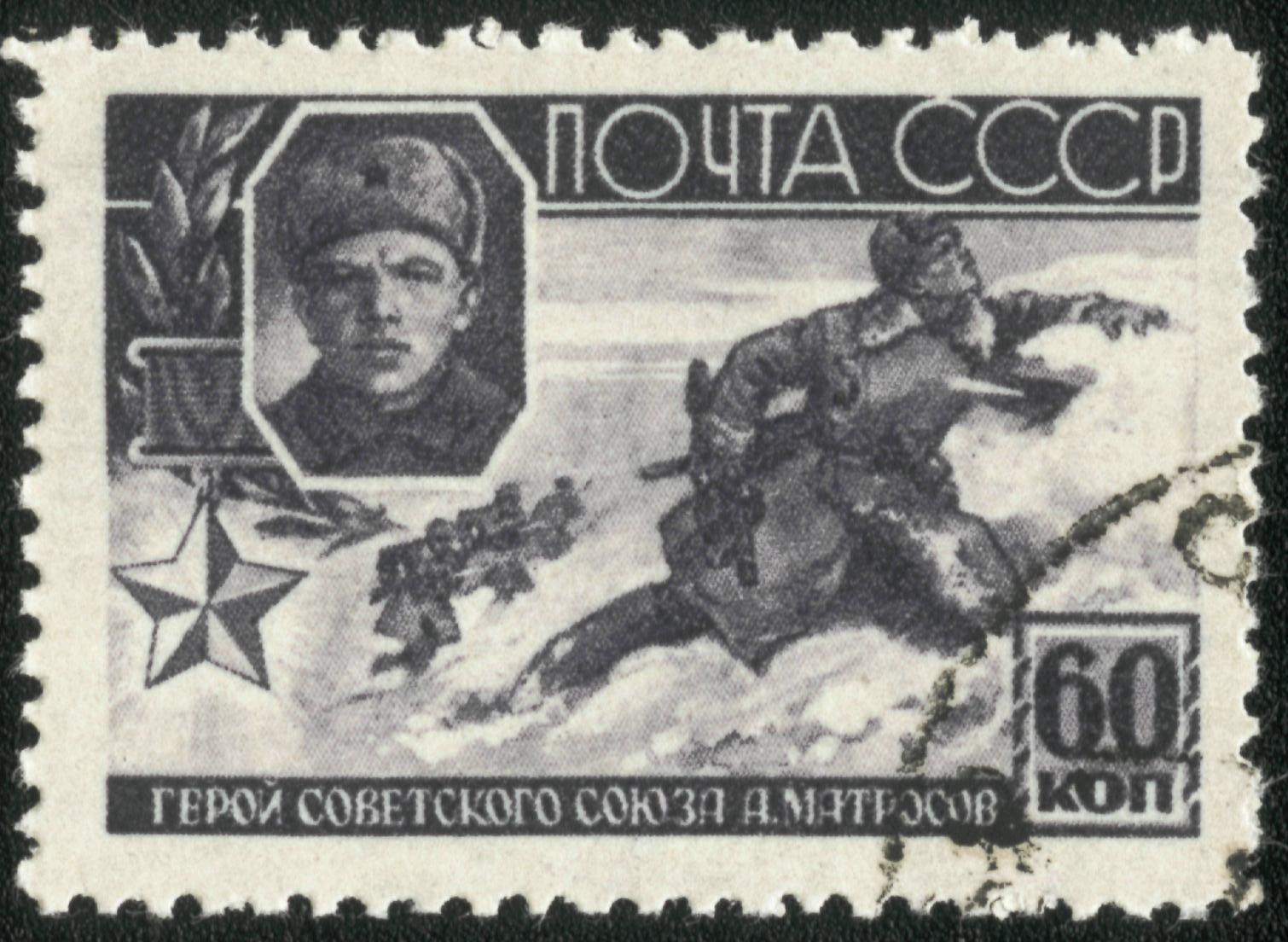
Briefmarke mit dem Bildnis Matrossows

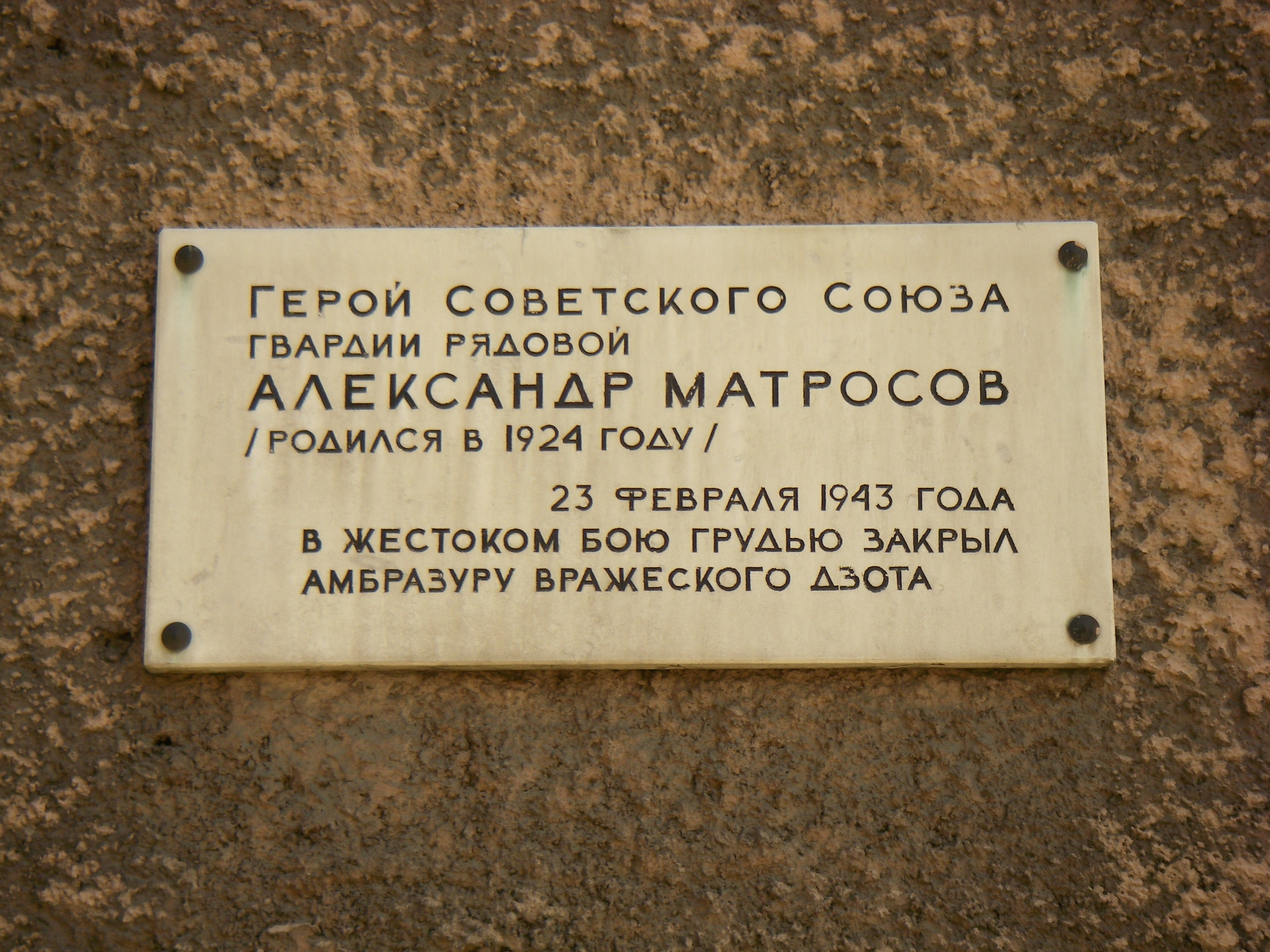
Erinnerungsplakette in Sankt Petersburg

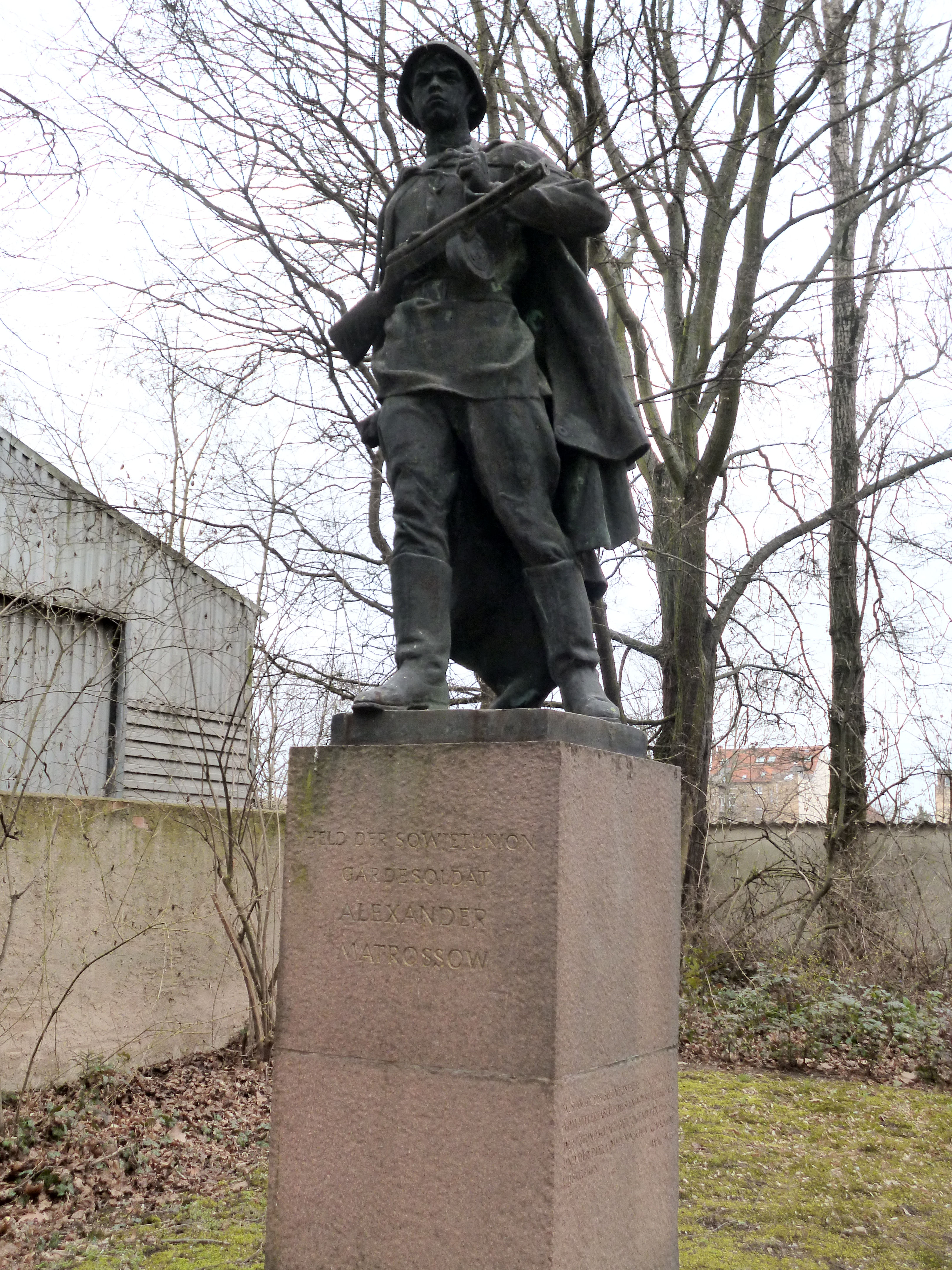
Matrossow-Denkmal auf dem Südfriedhof in Halle (Saale)

Alexander Matwejewitsch Matrossow (russisch Александр Матвеевич Матросов, wiss. Transliteration Aleksandr Matveevič Matrosov; * 5. Februar 1924 in Jekaterinoslaw, Ukrainische SSR; † 27. Februar 1943 bei Tschernuschki in der Oblast Pskow) war eine Symbolfigur der Roten Armee und (postum) Held der Sowjetunion.

## Leben
Bald nach der Geburt verlor er seine Eltern und wuchs bei seiner Großmutter auf. Nach deren Tod kam er ins Kinderheim und anschließend nahm ihn die Arbeitskolonie für Kinder der Stadt Ufa auf. Aus seiner Familie hatte 1905 ein Matrossow mit Matjuschenko den Aufstand auf dem Panzerkreuzer „Potjomkin“ angeführt, der dafür wie sein Großvater in der Verbannung starb.
In der Schulzeit begann er eine Schlosserlehre. In der Arbeitskolonie wurden nach Kriegsbeginn 1941 Rüstungsgüter hergestellt. Vom 15. März bis 23. September 1942 arbeitete er als Gehilfe in einer Möbelfabrik. 1942 wurde er Mitglied der Komsomol-Organisation. Er wurde zur Armee einberufen und kam auf die Infanterieschule von Krasny Cholm. Mitte Januar 1943 wurde er mit der Hälfte der Schüler an die Front abkommandiert.
Der Transportzug fuhr zur Station Semzy zwischen Rschew und Welikije Luki, wo die Ausladung erfolgte. Dort wurde er in die „Stalinbrigade“ unter dem Kommandeur Derewjanko aufgenommen, die im Oktober 1942 aus Freiwilligen in Sibirien aufgestellt worden war. Diese Einheit gehörte zum Stalin-Schützenkorps. Sie war im Oktober 1942 der Kalininer Front unterstellt und griff im November im Raum Krasny Stan-Bely in die Kämpfe ein. Jetzt lag die Brigade in Ruhestellung und frischte ihre Kräfte durch neue Mannschaften und Ausrüstungen auf.
Nach dieser Ruhezeit erfolgte ein 200-Kilometer-Marsch an die Front in Richtung Toropez und zu den Ortschaften Strelzy, Demidowo, Kljukowo, Schilowo und Michai an der Lowat nördlich von Welikije Luki, wo sie konzentriert werden sollte. Dann sollte im Raum der städtischen Siedlung Loknja ein Angriff entwickelt, zur Eisenbahnlinie Loknja–Naswa vorgestoßen und diese Verbindung abgeschnitten werden. Das zweite Bataillon der Brigade hatte dabei die Aufgabe, zum Dorf Tschernuschki vorzudringen und die dort befindlichen Stellungen des Gegners zu erobern, um eine Angriffsöffnung für die Brigade zu schaffen.
Hinter Michai lag der Lomowatywald, der im Morgengrauen durchquert werden sollte, um dann das Dorf Tschernuschki zu erobern. Die gegnerische Stellung bestand aus Erdbunkern und Feuerstellungen. Schwere Waffen konnten wegen des Geländes nicht zum Angriff eingesetzt werden. Der Gegner war das Sicherungsregiment 113 der deutschen 285. Sicherungs-Division.
Am 27. Februar 1943, später zurückdatiert auf den 23. Februar 1943, den Gründungstag der Roten Armee, begann der Angriff des 2. Bataillons gegen das Stellungssystem, eine der bestgesicherten Feuerstellungen des Gegners an der Kalininer Front. Im Laufe des Tages wurden ca. 20 Bunkerstellungen erobert. Abends kam der Gegenangriff des Gegners, wobei die Einheit Matrossows eingeschlossen wurde. Erst im Morgengrauen wurde die Einkesselung gesprengt. Bei einem Angriff auf den Hauptbunker der gegnerischen Stellung kam das Bataillon nicht mehr voran, weil der Bunker das ganze Gefechtsfeld beherrschte. Da kroch Matrossow an den Bunker und verdeckte mit seinem Körper eine Schießscharte, wodurch er tödlich getroffen wurde. Danach konnte der Bunker erobert werden und der Sieg an diesem Frontabschnitt war gesichert.
Das Präsidium des Obersten Sowjets verlieh Matrossow am 19. Juni 1943 den Titel eines Helden der Sowjetunion. Mit dem Befehl Nr. 229 vom 8. September 1943 würdigte der Volkskommissar für Verteidigung, Stalin, die Leistung Matrossows, worin es u. a. heißt:
„…Dem 254. Gardeschützenregiment der 56. Gardeschützendivision ist der Name '254. Gardeschützenregiment Alexander Matrossow' zu verleihen.“
Im Historischen Museum am Roten Platz in Moskau wird in einem Schaukasten auf Matrossow mit Erinnerungsstücken hingewiesen. In Halle (Saale) wurde ihm im Jahr 1975 ein Denkmal im Stadtpark errichtet, welches sich mittlerweile auf dem Südfriedhof der Saalestadt befindet. Autor des Denkmals ist der Bildhauer Leonid Eidlin (1918–2001).
In Schierke wurde die Jugendherberge nach ihm benannt. Diese Benennung wurde 1990 wieder rückgängig gemacht.

## Trivia
„Die große Heldentat des Genossen Matrossow muss für alle Soldaten der Roten Armee ein Vorbild der Tapferkeit und des Heldentums sein.“ (J. Stalin)
Matrossow ist eine der bekanntesten und umstrittensten Figuren der offiziellen Staatspropaganda der Sowjetunion, wobei dahingestellt bleiben mag, ob die Legende um ihn zu oft oder zu kitschig wiedergegeben wurde, oder gar nicht geglaubt wurde, oder ob sie als unerträglich über jedes Maß verlogen erlebt wurde. Das spiegelt sich über den folgenden Witz wider, der in der Sowjetunion im Umlauf war: Was waren Matrossows letzte Worte, als er fiel? - Sch* Glatteis!